# Nematus subflavus
Nematus subflavus är en stekelart som först beskrevs av Lindqvist 1957.  Nematus subflavus ingår i släktet Nematus, och familjen bladsteklar. Arten är reproducerande i Sverige.